# Nephrotoma brevisternata
Nephrotoma brevisternata är en tvåvingeart som beskrevs av Alexander 1968. Nephrotoma brevisternata ingår i släktet Nephrotoma och familjen storharkrankar.
Artens utbredningsområde är Nepal. Inga underarter finns listade i Catalogue of Life.